# Мулич, Фейсал
Фейсал Мулич (серб. Фејсал Мулић; род. 3 октября 1994, Нови-Пазар, Рашский округ) — сербский футболист, нападающий казахстанского клуба «Елимай».

## Карьера
29 июля 2020 года подписал контракт с клубом «Вележ». 1 августа 2020 года в матче против клуба «Железничар» дебютировал в чемпионате Боснии и Герцеговины.
5 февраля 2021 года на правах аренды перешёл в южнокореский клуб «Соннам». 1 марта 2021 года в матче против клуба «Чеджу Юнайтед» дебютировал в южнокорейской Кей лиге 1.
18 декабря 2024 года стал игроком казахстанского клуба «Елимай».

## Достижения
«Хапоэль» Тель-Авив
- Чемпион Лиги Леумит: 2017/18

«Бней Иегуда»
- Обладатель Кубка Израиля: 2018/19

«Мура»
- Обладатель Кубка Словении: 2019/20

## Клубная статистика
| Игровая карьера | Игровая карьера        | Игровая карьера | Лига | Лига | Кубок | Кубок | Межд. | Межд. | Др. | Др. |
| --------------- | ---------------------- | --------------- | ---- | ---- | ----- | ----- | ----- | ----- | --- | --- |
| 2019/20         | Мура                   | А               | 14   | 2    | 3     | 1     | —     | —     | —   | —   |
| 2020/21         | Вележ                  | А               | 19   | 9    | —     | —     | —     | —     | —   | —   |
| 2021            | Соннам                 | А               | 36   | 13   | —     | —     | —     | —     | —   | —   |
| 2022            | Соннам                 | А               | 33   | 9    | 1     | 0     | —     | —     | —   | —   |
| 2023            | Сувон Самсунг Блюуингз | А               | 22   | 4    | —     | —     | —     | —     | —   | —   |
| 2024            | Сувон Самсунг Блюуингз | Б               | 35   | 10   | —     | —     | —     | —     | —   | —   |